# Jonas Iversby Hvideberg
Jonas Iversby Hvideberg (* 9. Februar 1999 in Fredrikstad) ist ein norwegischer Radrennfahrer.

## Sportlicher Werdegang
Nach seinem Wechsel in die U23 wurde Hvideberg in der Saison 2018 Mitglied im damaligen Uno-X Norwegian Development Team, bei dem er bis zur Saison 2021 blieb. Bis dahin ohne zählbare Erfolge wurde er bei den UEC-Straßen-Europameisterschaften 2020 U23-Europameister im Straßenrennen. Ein Jahr später entschied er Paris–Tours U23 für sich.
Nach seinen Erfolgen wechselte Hvideberg zur Saison 2022 in das UCI WorldTeam DSM. Bei der Katalonien-Rundfahrt 2022 war er auf den ersten beiden Etappe jeweils in einer Fluchtgruppe vertreten, mit denen er bei den Zwischenwertungen so viele Punkte und Bonussekunden gewann, dass er für einen Tag sowohl die Gesamtwertung als auch die Nachwuchs-, Punkte- und Bergwertung anführte. Insgesamt blieb er in den zwei Jahren bei DSM ohne zählbare Erfolge.
Zur Saison 2024 kehrte Hvideberg in sein ehemaliges Team Uno-X zurück. Bestes Saisonergebnis war 2024 ein vierter Etappenrang bei Étoile de Bessèges.

## Erfolge
2017
- eine Etappe Internationale Niedersachsen-Rundfahrt der Junioren
- Punktewertung Trofeo Karlsberg

2020
- Europameister – Straßenrennen (U23)

2021
- Paris–Tours U23

## Grand Tour-Platzierungen
| Grand Tour            | 2022 | 2023 | 2024 |
| --------------------- | ---- | ---- | ---- |
| Giro d’ItaliaGiro     | –    | 117  | –    |
| Tour de FranceTour    | –    | –    | –    |
| Vuelta a EspañaVuelta | 110  | –    | –    |